# Zona desmilitarizada de Idlib

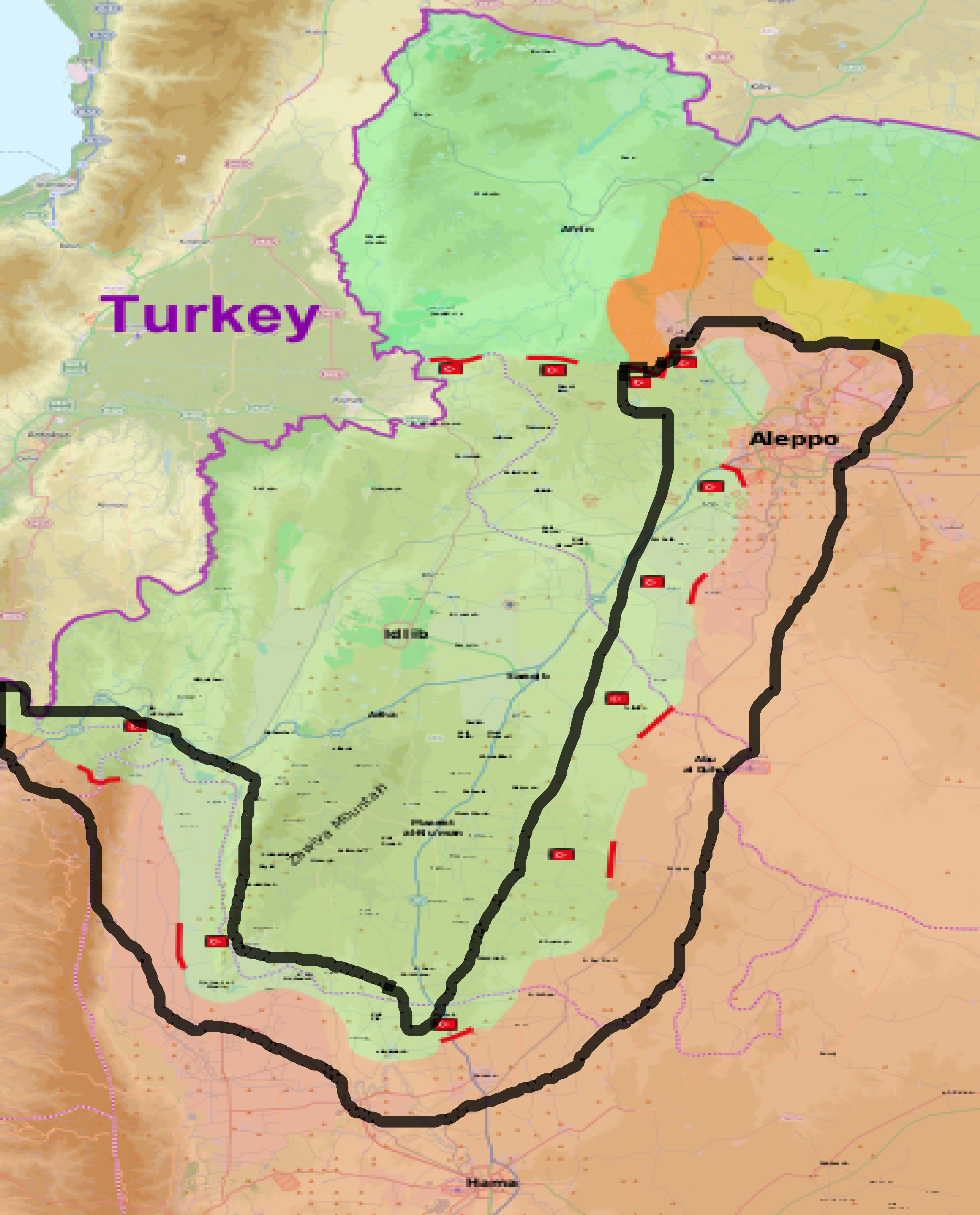
Mapa de la zona desmilitarizada de Idlib.

La zona desmilitarizada de Idlib fue una franja de seguridad existente entre 2018 a 2024 que separaba en su mayoría a las áreas rebeldes de la oposición siria repartidas entre Idlib, Latakia, Alepo y Hama con los territorios sirios del gobierno de Bashar al-Ásad. Fue establecida el 16 de septiembre de 2018 por parte de Turquía y Rusia, cada uno aliado respectivo de cada bando, con la intención de evitar una ofensiva gubernamental que pudiera provocar una crisis humanitaria o un conflicto interno entre los mismos rebeldes.
A finales de noviembre de 2024 las fuerzas del Gobierno de Salvación Nacional de Siria, afincado y siendo la entidad gobernante dentro de la zona desmilitarizada violó los límites pactados e inició una ofensiva con dirección a la ciudad de Alepo provocando que de facto la zona desmilitarizada deje de tener efecto.

## Contexto

### Traslado de los rebeldes a Idlib e intervención de Turquía

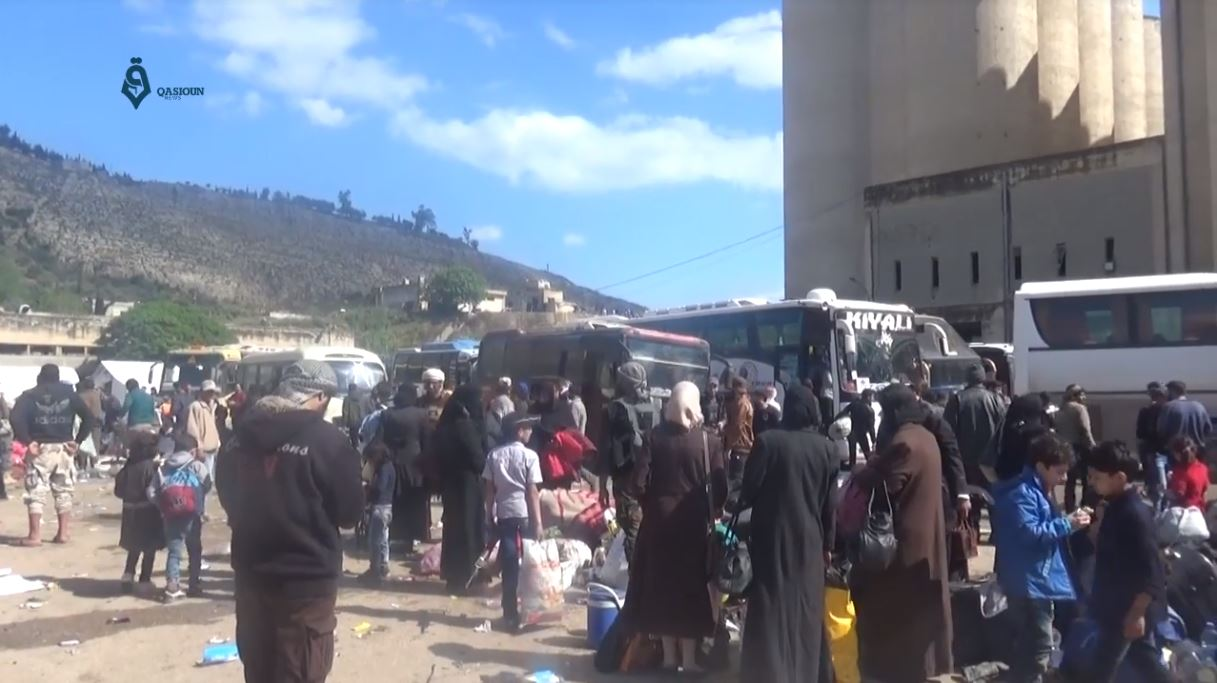
Familias de rebeldes en Guta preparándose para su traslado a Idlib.

El traslado de diversos rebeldes por parte de la Coalición RSII hacia Idlib siempre se utilizó en las negociaciones durante las diversas batallas que se libraron en el sur, norte y centro de Siria, el número poblacional de la gobernación se vio triplicado por la llegada de rebeldes, y los grupos insurgentes autóctonos del lugar fueron subordinados por organizaciones mayores como el Ejército Libre Sirio o Tahrir Al-Sham.
Debido a los intereses del gobierno de Bashar al-Ásad de recuperar «cada centímetro de Siria para los sirios», Turquía se apresuró en llevar tropas a las áreas subversivas, de formar una especie de ejército militar rebelde sólido a similitud del ejército de Turquía, el Ejército Nacional Sirio y a su vez formar alianzas con grupos de tendencias yihadistas, esto último dio como resultado la formación del Frente Nacional para la Liberación (en la que el propio Ejército Nacional Sirio está incluido).

### Crisis de Idlib

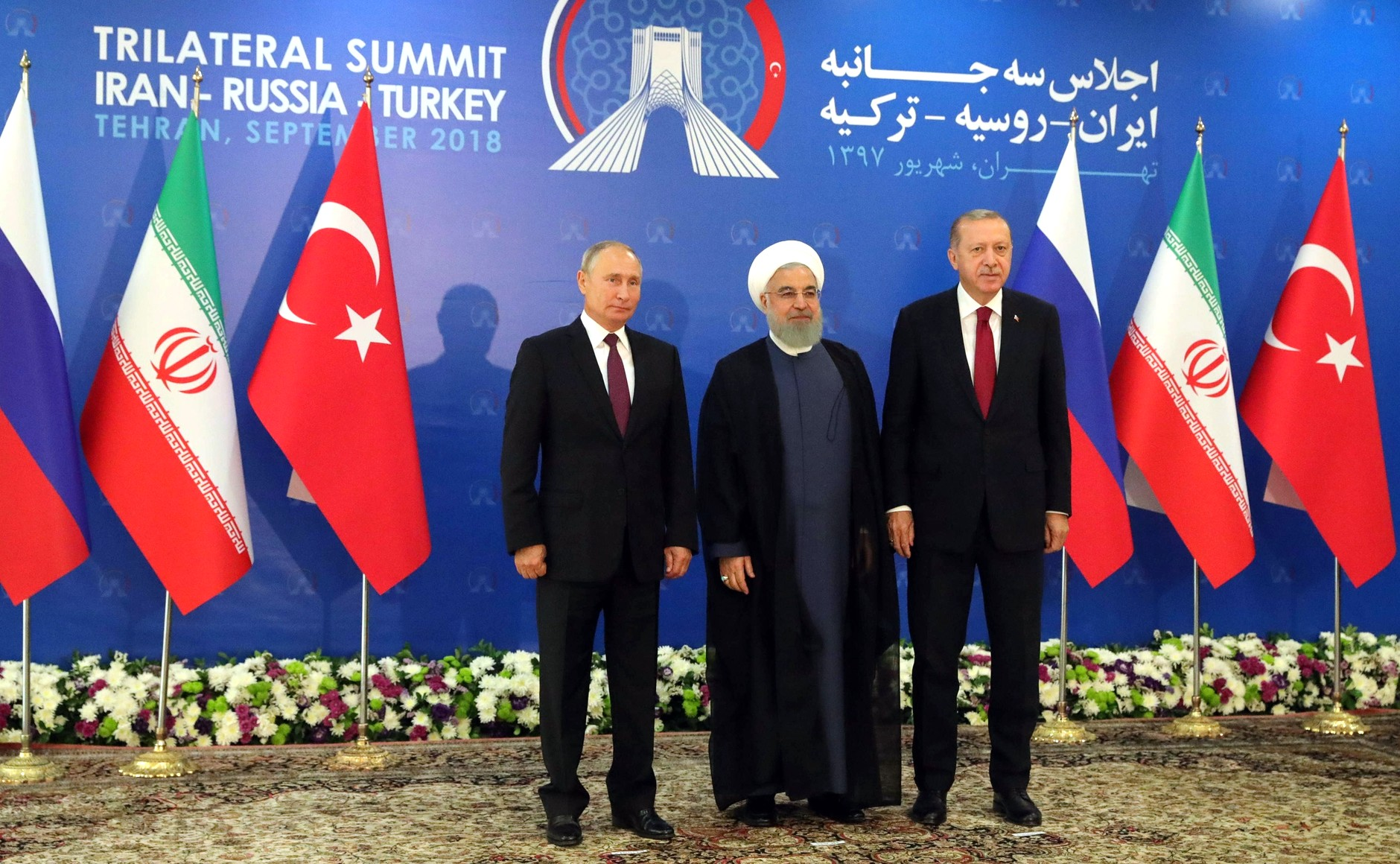
Foto oficial después de la cumbre de Teherán entre Irán, Rusia y Turquía.

El temor de Turquía se desprendía en tres, el de que la posible ofensiva militar pudiera provocar una crisis humanitaria de refugiados que afectará todo el país, perder relevancia en la guerra civil siria y por tanto relevancia a nivel regional y por último, las discretamente buenas relaciones que tiene el gobierno de Bashar al-Ásad con la Federación Democrática del Norte de Siria lo que, a juicio de Turquía, representa una amenaza a su seguridad nacional (algunos medios de comunicación locales planteaban que los kurdos participarían junto al gobierno sirio en una posible ofensiva hacia Idlib). Estados Unidos, Francia y Reino Unido afirmaron que comparten la primera preocupación de Turquía y el «posible e indudable uso de armas químicas» por parte de al-Ásad en Idlib durante su ofensiva, lo que acarrearía una «respuesta muy fuerte» por parte de esas tres naciones contra Siria.
El 7 de septiembre de 2018 se llevó a cabo una cumbre en la ciudad de Teherán entre los aliados de al-Ásad: Vladímir Putin por Rusia y Hasán Rohaní por Irán y el principal representante de los rebeldes: Recep Tayyip Erdoğan por Turquía; para tratar el tema de una posible solución a la crisis de Idlib, de forma pragmática los tres garantes no llegaron a un acuerdo unificado pues en el comunicado oficial de la cumbre solo se limitaron a afirmar que lucharan contra el terrorismo yihadista y mantendrán la unidad territorial de Siria. Como consecuencia, el gobierno de Bashar al-Ásad ya comenzaba a bombardear algunas áreas periféricas de toda la gobernación de Idlib en una especie de antesala a una operación de gran envergadura, inclusive la fuerza aérea de Rusia participó en esos bombardeos.

## Creación de la zona desmilitarizada y su aplicación
Los presidentes de Rusia y Turquía se reunieron de emergencia en la ciudad rusa de Sochi el 16 de septiembre del mismo año, en donde acordaron crear una zona desmilitarizada de entre 10 y 20 kilómetros, resguardada por las policías militares ruso-turcas. Siendo el 10 de octubre de 2018 la fecha pactada para el retiro de armamento pesado por parte de todos los bandos y el 15 de octubre del mismo año el día que tiene que entrar en funcionamiento la zona desmilitarizada.